# Forbestra
Genre
Forbestra est un genre d'insectes lépidoptères (papillons) de la famille des Nymphalidae et de la sous-famille des Danainae dont les espèces résident dans le Nord de l'Amérique du Sud.

## Dénomination
Le genre Forbestra a été nommé par Richard Middleton Fox (d) en 1967. 

## Liste d'espèces
Selon BioLib (28 décembre 2020) :
- Forbestra equicola (Cramer, [1780])
- Forbestra olivencia (Bates, 1862)
- Forbestra proceris (Weymer, 1883)